# Liste der denkmalgeschützten Objekte in Klagenfurt am Wörthersee-Viktring
Die Liste der denkmalgeschützten Objekte in Klagenfurt am Wörthersee-Viktring enthält die 5 denkmalgeschützten, unbeweglichen Objekte der Katastralgemeinde Viktring der Gemeinde Klagenfurt am Wörthersee.

## Denkmäler
| Foto |                 | Denkmal                                                                                          | Standort                                         | Beschreibung | Metadaten |
| ---- | --------------- | ------------------------------------------------------------------------------------------------ | ------------------------------------------------ | --- | --- |
| ja   | Datei hochladen | Pfarr- und ehem. Stiftskirche Maria vom Siege HERIS-ID: 57832 Objekt-ID: 68135                   | Stift-Viktring-Straße Standort KG: Viktring      | Die Kirche wurde im 12. Jahrhundert errichtet und 14. Jahrhundert um den Chorschluss mit Strebepfeilern, im 15. Jahrhundert um Seitenkapellen und im 16. Jahrhundert um den Nordturm erweitert. Im 18. Jahrhundert wurde das südliche Querhaus abgerissen; 1843 wurde mehr als die Hälfte des Langhauses abgerissen und durch eine klassizistische Fassade ersetzt. In der Bernhardskapelle befinden sich spätgotische Fresken. Im Chor sind über 50 bemalte Glasscheiben aus dem 14. Jahrhundert erhalten. Der Hochaltar von 1622 ist einer der größten Kärntens. Bemerkenswert ist auch der Marmoraltar von 1710 in der Bernhardskapelle. | BDA-Hist.: Q64512902 Status: § 2a Stand der BDA-Liste: 2025-06-30 Name: Pfarr- und ehem. Stiftskirche Maria vom Siege GstNr.: .1/1 Stiftskirche Viktring                         |
| ja   | Datei hochladen | Ehem. Getreidekasten HERIS-ID: 35773 Objekt-ID: 34572                                            | Stift-Viktring-Straße 14 Standort KG: Viktring   | Ein im 16. Jahrhundert errichteter Getreidekasten mit darunterliegendem Weinkeller wurde im 19. Jahrhundert zu Wohnzwecken ausgebaut. | BDA-Hist.: Q37967063 Status: Bescheid Stand der BDA-Liste: 2025-06-30 Name: Ehem. Getreidekasten GstNr.: .11/1                                                                   |
| ja   | Datei hochladen | Prälatur des ehem. Zisterzienserstiftes und Pfarrkindergarten HERIS-ID: 103547 Objekt-ID: 120049 | Stift-Viktring-Straße 25 Standort KG: Viktring   | Die Prälatur ist ein turmartiger dreigeschoßiger Bau mit gotischen Erkern, der Ende des 15. Jahrhunderts als Teil der Befestigungsanlage des Stifts errichtet wurde. Im Erd- und im Kellergeschoß befinden sich kreuzgratgewölbte gotische Hallen. In der Abtwohnung im 2. Obergeschoß sind Stuckdecken von Anfang des 18. Jahrhunderts. Die Fassade wurde 1778 im Tudorstil umgestaltet. | BDA-Hist.: Q64512903 Status: § 2a Stand der BDA-Liste: 2025-06-30 Name: Prälatur des ehem. Zisterzienserstiftes und Pfarrkindergarten GstNr.: .3/2, .3/3 Stift Viktring Pfarrhof |
| ja   | Datei hochladen | Gymnasium, ehem. Zisterzienserstift HERIS-ID: 35772 Objekt-ID: 34571                             | Stift-Viktring-Straße 25 Standort KG: Viktring   | Im 18. Jahrhundert wurde das Konventsgebäude mit dreiseitigem Arkadenhof errichtet; der Westtrakt des Konvents geht auf ein romanisches Stiftsgebäude des 12. Jahrhunderts zurück. Im Barocksaal (ehem. Refektorium) gibt es hervorragende Stuckdekorationen von Kilian Pittner. In der stichkappengewölbten Bibliothek sind Deckenfresken von Johann Gfall. Der Südtrakt des Konvents wurde weit nach Westen erweitert, die 36-achsige Fassade ist durch Riesenpilaster gegliedert. Im Marienhof ist der Marienbrunnen, 1675 von Wilhelm Malle errichtet.                                                                                  | BDA-Hist.: Q64512901 Status: Bescheid Stand der BDA-Liste: 2025-06-30 Name: Gymnasium, ehem. Zisterzienserstift GstNr.: .3/1, 1, 4/1, 4/2, 4/3, 228/2 Stift Viktring             |
| ja   | Datei hochladen | Mehrfamilienwohnhaus HERIS-ID: 64038 Objekt-ID: 76731                                            | Stift-Viktring-Straße 3, 5 Standort KG: Viktring | Das dreigeschoßige Gemeindewohngebäude wurde 1927/28 von Georg Horčička nach Plänen von Oskar Schober errichtet. | BDA-Hist.: Q38105119 Status: Bescheid Stand der BDA-Liste: 2025-06-30 Name: Mehrfamilienwohnhaus GstNr.: .46                                                                     |